# Home by the Sea
Home by the Sea è un singolo del gruppo musicale britannico Genesis, pubblicato nel 1983 come terzo estratto dal dodicesimo album in studio Genesis.

## Descrizione
Il testo è stato scritto dal tastierista del gruppo Tony Banks e parla di uno scassinatore che si introduce in una casa diroccata soltanto per scoprire che è abitata dai fantasmi. Il malcapitato viene catturato dagli spettri che vi dimorano ed è costretto a restare per sempre ad ascoltare ciò che dicono. Il brano è seguito nell'album e dal vivo da seconda parte, intitolata Second Home by the Sea.
Musicalmente parlando, vengono combinati alcuni elementi tipici del pop rock (in Home by the Sea), con qualche richiamo al rock progressivo presente in Second Home by the Sea, un pezzo quasi esclusivamente strumentale dove predomina un lungo assolo al sintetizzatore di Banks.

## Pubblicazione
Il singolo è stato reso disponibile in due versioni. La prima, uscita in 7" nei Paesi Bassi e in Nuova Zelanda, contiene come b-side Second Home by the Sea, mentre la seconda è uscita in 12" per l'Australasia e contiene sul lato B il brano Illegal Alien, tratto anch'esso da Genesis e successivamente pubblicato come singolo. Nel resto del mondo è invece uscito lo stesso giorno That's All.

## Tracce
7" (Australasia, Nuova Zelanda, Paesi Bassi)
- Lato A

1. Home by the Sea – 4:46

- Lato B

1. Second Home by the Sea – 6:00

12" (Australasia)
- Lato A

1. Home by the Sea – 4:46

- Lato B

1. Second Home by the Sea – 6:00
2. Illegal Alien

## Formazione
- Tony Banks – tastiera, cori
- Phil Collins – batteria, percussioni, voce principale
- Mike Rutherford – chitarra, basso, cori

## Classifiche
| Classifica (1984)             | Posizione massima |
| ----------------------------- | ----------------- |
| Nuova Zelanda                 | 4                 |
| Stati Uniti (mainstream rock) | 24                |